# Нагорний (Ігринський район)
Наго́рний (рос. Нагорный) — виселок (колишнє селище) в Ігринському районі Удмуртії, Росія.

## Населення
Населення — 31 особа (2010; 67 в 2002).
Національний склад станом на 2002 рік:
- росіяни — 49 %
- удмурти — 45 %

## Урбаноніми[3]
- вулиці — 1-а Набережна, Глазовська, Лісова, Свердлова